# San Agustín Cuilutla
San Agustín Cuilutla es una localidad del estado mexicano de Guerrero. Es parte del municipio de Cuautepec.

## Toponimia
El nombre «San Agustín» hace referencia al santo patrono de la localidad: Agustín de Hipona. El nombre «Cuilutla» proviene de los términos en náhuatl: cuiloa, pintar; tlan, lugar. Su significado es «lugar donde pintan».

## Demografía
| Gráfica de evolución demográfica |
|                                  |

| Censo | Población |
| ----- | --------- |
| 1900  | 100       |
| 1910  | —         |
| 1921  | 187       |
| 1930  | 288       |
| 1940  | 297       |
| 1950  | 356       |
| 1960  | 319       |
| 1970  | 530       |
| 1980  | 824       |
| 1990  | 644       |
| 2000  | 1 053     |
| 2010  | 948       |
| 2020  | 1 134     |